# 16 Pułk Huzarów (Cesarstwo Niemieckie)
16 Pułk Huzarów im. Cesarza Austrii Franciszka Józefa I (Szlezwicko-Holsztyński) (niem. Husaren-Regiment „Kaiser Franz Josef von Österreich, König von Ungarn“ (Schleswig-Holsteinisches) Nr. 16)  – pułk kawalerii niemieckiej okresu Cesarstwa Niemieckiego.

## Charakterystyka
Pułk został sformowany 27 września 1866. Stacjonował w Schleswig . Wchodził w skład VIII Korpusu Armijnego .

 Wiosną 1914 był w strukturze 18 Brygady Kawalerii z 18 Dywizji Piechoty.
W wyniku mobilizacji, w sierpniu 1914 pułk osiągnął gotowość bojową i w składzie 18 Brygady Kawalerii z 4 Dywizji Kawalerii został wysłany na front zachodni.

## Bibliografia

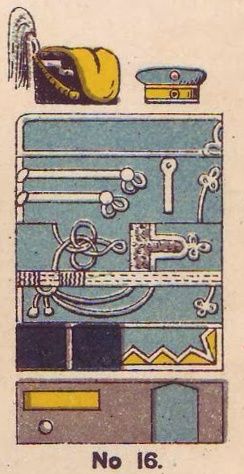
Oznaki pułku